# ロイヤル・ソサエティー・オブ・アーツ・フェロー

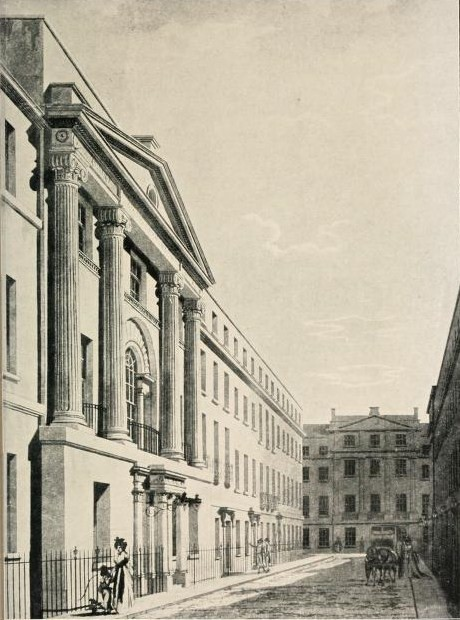
ロイヤル・ソサエティー・オブ・アーツ本部ビル(18世紀)

ロイヤル・ソサエティー・オブ・アーツ・フェロー (FRSA)は英国ロイヤル・ソサエティー・オブ・アーツ（英国王立技芸協会）が個人に授与する栄誉称号 。「社会の変革のために卓越した技芸上の業績を残した全世界の個人」を対象として授与される 。ロイヤル・ソサエティー・オブ・アーツ・フェローにはポスト・ノミナル・レターズとしてFRSAの使用が許されるとともに、ロンドン中心部に所在するロイヤル・ソサエティー・オブ・アーツ本部ビルの利用権が与えられる。

## 著名なフェロー
過去の著名なフェローとして、スティーブン・ホーキング、マリー・キュリー、チャールズ・ディケンズ、ベンジャミン・フランクリン、カール・マルクスら。